# オルハン・スヨルジュ
オルハン・スヨルジュ（Orhan Suyolcu、1926年 - 2013年2月24日）は、トルコのパイロット。

## 来歴
1926年クルクラーレリ県に生まれた。クレリ少年兵学校を卒業後、1947年に陸軍士官学校を卒業し、航空学校を修了してトルコ空軍にパイロットとして配属された。1950年にドイツの航空学校でドイツ人のヘルガと知り合ったが、軍の規定で外国人との結婚が許されていないため、1955年に退役してヘルガ夫人と結婚した。1957年トルコ航空のパイロットとなり、1989年に退職した。
1985年にイラン・イラク戦争が勃発した際に、国外脱出困難となった在留邦人の救出のために、トルコ政府から派遣されたトルコ航空2機のうち、第1機長を務めた。イラクのサッダーム・フセイン大統領の発した「3月19日20時半以降はイランの上空を飛ぶすべての飛行機を撃ち落とす」という声明のタイムリミットぎりぎりにメヘラーバード空港で215名の日本人を救出し、トルコ領空に舞い戻った。当時日本の航空会社は、就航していなかった。
2006年1月22日、小泉純一郎内閣総理大臣がトルコを訪問した際、彼ではなく副機長を機長だと勘違いして、チュラーン宮殿で面会する出来事があった。これは日本のドキュメンタリー制作チームが、副機長を機長と誤解して番組を作ったことが原因であった。4月には、日本・トルコ国間の友好親善及び在留邦人救出に貢献したことにより旭日小綬章を受章した。
2007年10月28日には、東京都三鷹市の中近東文化センターで行われたシンポジウム「イランからの脱出：日本人を救出したトルコ航空」に元キャビンアテンダントとともにパネリストとして出席した。
2011年3月27日、エルトゥールル号遭難事件の犠牲者慰霊碑のある和歌山県串本町を訪れて献花を行っている。
2013年2月24日、イスタンブールで肺ガンのため死去した。87歳。2014年、下関市は、火の山公園トルコチューリップ園の愛称を「オルハン・スヨルジュ記念園」と命名し、4月11日に友好碑の除幕式を開いた。